# Cao'e-stele

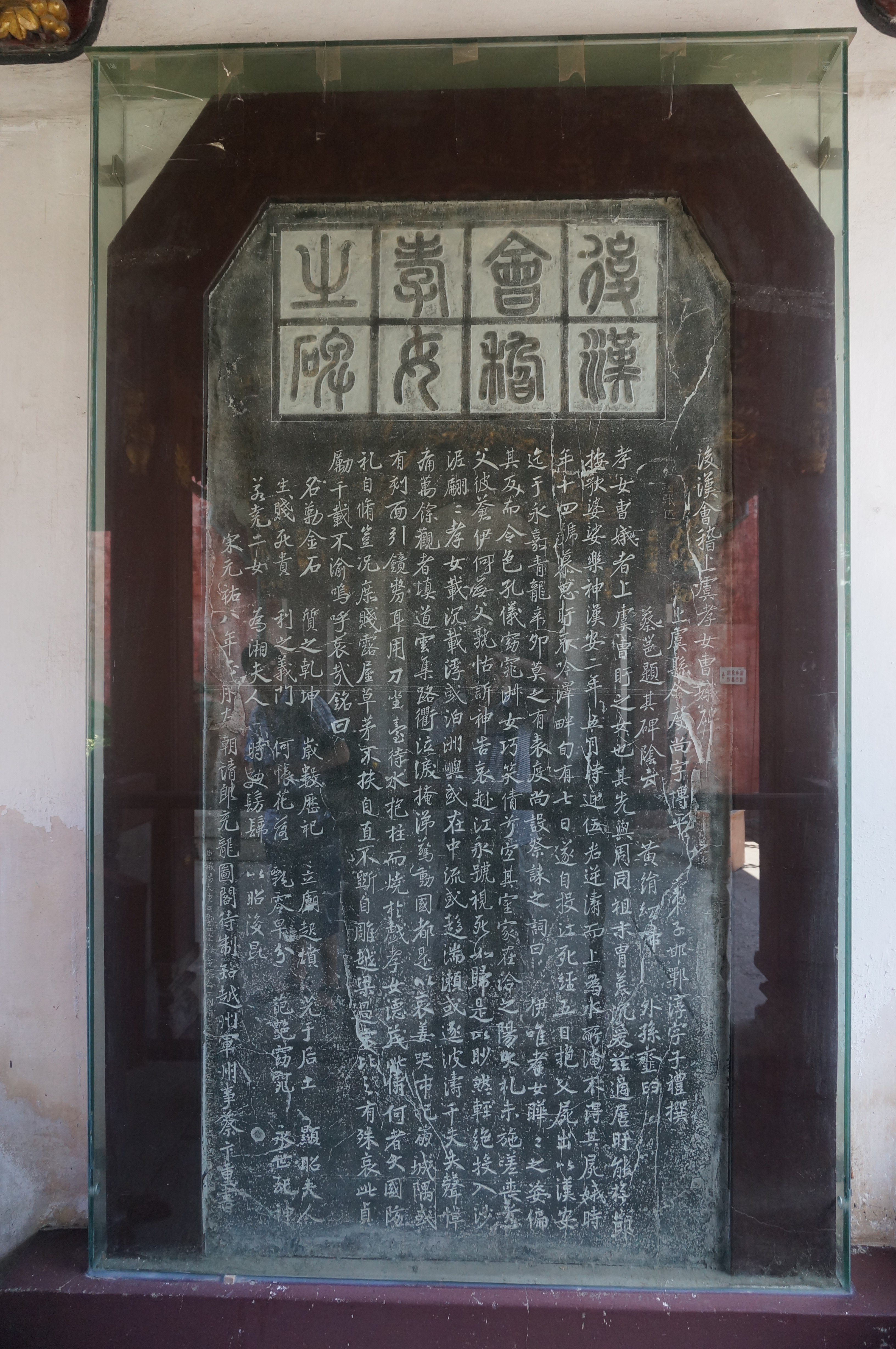
Cao'e-stele uit het jaar 1093, gemaakt door Cai Bian (蔡卞). Dit monument is 2,1 meter hoog en 1 meter breed

Tijdens de Oostelijke Han-dynastie in het jaar 143 verdronk Cao E op 13-jarige leeftijd in de Shun rivier doordat ze haar vader wilde redden van de verdrinkingsdood. Deze actie ondernam ze in het kader van kinderlijke gehoorzaamheid, bij deze reddingsactie verdronk zij ook. Hierdoor kreeg ze de bijnaam 曹孝女; Cao Xiaonu (Cao, de kinderlijke gehoorzame dochter). In het jaar 151 werd er een tempel voor haar gebouwd en tevens een stele voor haar vervaardigd om zo Cao E te gedenken (曹娥碑). De originele stele is in de loop van de tijd verloren gegaan maar in het jaar 1093 (Noordelijke Song-dynastie) heeft Cai Bian (蔡卞) een vervangende stele gemaakt. Deze stele is 2,1 meter hoog en 1 meter breed en is getiteld: De stele van Cao E, de kinderlijke gehoorzame dochter en is uitgegroeid tot een historisch monument. De stele is opgesteld in de Cao E Tempel in het Shangyu district, Shaoxing in het noordoosten van de provincie Zhejiang in China.